# Entelecara italica
Espèce
Entelecara italica est une espèce d'araignées aranéomorphes de la famille des Linyphiidae.

## Distribution
Cette espèce est endémique des Abruzzes en Italie,. Elle se rencontre dans le Gran Sasso vers 2 630 m d'altitude sur le Pizzo d'Intermesoli.

## Publication originale
- Thaler, 1984 : Sechs neue Mediterrane Zwergspinnen (Aranei, Linyphiidae: Erigoninae). Archives des Sciences, Genève, vol. 37, no 2, p. 193-210.